# 爱德华多·阿瓦罗阿安第斯动物相国家保护区
爱德华多·阿瓦罗阿安第斯动物相国家保护区（西班牙語：Reserva Nacional de Fauna Andina Eduardo Avaroa；縮寫：REA），是坐落在玻利維亞西南部波托西省南利佩斯县的自然保護區，为該國參觀人数最多的自然保護區。该國家保護區最重要的是發展旅遊業，對波托西省的居民而言，這座保護區可為他們帶來經濟收入來源。